# Jon Sobrino

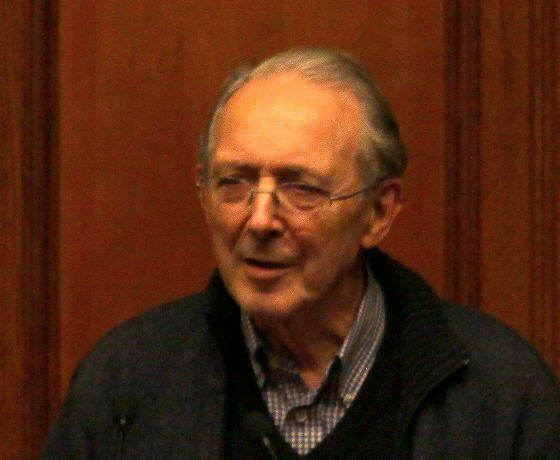
Jon Sobrino 2013

Jon Sobrino SJ (* 27. Dezember 1938 in Barcelona) ist Jesuit und ein namhafter Vertreter der Befreiungstheologie. Er lebt in El Salvador.

## Leben
Jon Sobrino stammt aus einer baskischen Familie, wurde während des Spanischen Bürgerkrieges geboren und wuchs in Barcelona und Bilbao auf. 1956 trat er dem Jesuitenorden bei und wurde 1957 von diesem nach El Salvador geschickt. Von 1960 bis 1965 studierte er Bauingenieurwissenschaften und Philosophie an der Hochschule der Jesuiten in St. Louis (USA). Anschließend unterrichtete er für kurze Zeit Mathematik und Philosophie in El Salvador, bis er vom Orden zum Studium der Theologie an der Hochschule Sankt Georgen in Frankfurt am Main abgeordnet wurde. Dort promovierte er bei dem Dogmatiker Erhard Kunz SJ (siehe dazu auch: Analysis fidei). Anschließend kehrte er zurück nach El Salvador. Sei 1974 ist er Professor für Theologie an der katholischen Zentralamerikanischen Universität José Simeón Cañas in San Salvador, die er mitbegründet hat.
1989 entkam er nur durch Zufall einem Attentat, dem sechs seiner Mitbrüder, unter ihnen Ignacio Ellacuría, eine Hausangestellte und deren Tochter zum Opfer fielen.
Am 15. März 2007 veröffentlichte die römische Glaubenskongregation eine „öffentliche Notifikation“. Darin werden dem Jesuiten „Ungenauigkeiten und Irrtümer“ vorgehalten und „einzelne Thesen“ verurteilt. Radio Vatikan erläuterte: „Einige Thesen Sobrinos können (…) ‚den Gläubigen durch ihre Irrtümer und Gefährlichkeit schaden‘. In seinen Werken ‚finden sich große Mängel, sowohl methodologisch als auch inhaltlich‘. Laut Sobrino sei ‚die Kirche der Armen‘ der Ort, an dem Christus gegenwärtig sei. Er vergesse damit, dass einzig im Rahmen des ‚apostolischen Glaubens‘, der von der Kirche an alle Generationen weitergegeben wird, gültig Theologie betrieben werden könne. ‚Diese Irrtümer‘, so die Glaubenskongregation, ‚führen in kritischen Punkten zu einer Nicht-Übereinstimmung mit dem Glauben der Kirche: die Göttlichkeit Jesu Christi, die Menschwerdung des Gottessohnes, das Verhältnis zwischen Jesus und dem Reich Gottes, sein Sendungsbewusstsein und die Heilsbedeutung seines Todes.‘“ Für Sobrino hat diese Notifikation keine unmittelbaren Auswirkungen (allgemeiner Entzug der Lehrerlaubnis oder Publikationsverbot), ermöglicht aber einzelnen Bischöfen, Sobrino in ihrem Bereich die Lehrerlaubnis zu entziehen. Der emeritierte Tübinger Theologieprofessor Peter Hünermann erklärte im April 2007, die vatikanische Notifikation sei ein „Schock“ für alle Theologen, denn mit Sobrino säßen die „angesehensten Exegeten und systematischen Theologen – katholische wie evangelische – auf der Anklagebank“.
Sobrino lieferte innerhalb der Befreiungstheologie bedeutende und grundlegende Beiträge zur Christologie. Gemeinsam mit Ignacio Ellacuría gab er mit Mysterium Liberationis eines der Standardwerke zur Befreiungstheologie heraus.
Jon Sobrino gehört zum Kreis der Herausgeberinnen und Herausgeber der internationalen theologischen Zeitschrift Concilium.

## Ehrungen
Für seine Verdienste um die Theologie der Befreiung und seinen Einsatz für die Gerechtigkeit wurden ihm zahlreiche Auszeichnungen und Ehrendoktorate verliehen, unter anderem der Menschenrechtspreis der Karl-Franzens-Universität Graz (1992) und die Ehrendoktorwürde der Westfälischen Wilhelms-Universität Münster (1998).

## Schriften
- mit Jesús Mateo Calderón Barrueto und Germán Schmitz Sauerborn: Oscar Romero. Profeta y mártir de la liberación. 2. Auflage. Centro de Estudios y Publicaciones, Lima 1982.
- Resurrección de la verdadera Iglesia. Los pobres, lugar teológico de la eclesiología (= Presencia Teológica; 8). Sal Terrae, Santander 1984.
- Jesús en América Latina. Su significado para la fe y la cristología (= Presencia Teológica; 12). Sal Terrae, Santander 1985.
- Liberación con espíritu. Apuntes para una nueva espiritualidad (= Presencia Teológica; 23). Sal Terrae, Santander 1985.
  - deutsch: Geist der befreit: Anstösse zu einer neuen Spiritualität. Herder, Freiburg im Breisgau 1989, ISBN 3-451-21091-6.
- Compañeros de Jesús. El asesinato-martirio de los jesuitas salvadoreños (= Aqui y Ahora; 4). Sal Terrae, Santander 1989.
- Sterben muss, wer an Götzen rührt. Das Zeugnis der ermordeten Jesuiten in San Salvador. Fakten und Überlegungen. Edition Exodus, Fribourg / Brig 1990, ISBN 3-905575-04-3.
- Die Winde, die in Santo Domingo wehten, und die Evangelisierung der Kultur. In: Missionszentrale der Franziskaner (Hrsg.): Santo Domingo 1992. IV. Generalversammlung der Lateinamerikanischen Bischofskonferenzen. Werden – Verlauf – Wertung (= Berichte, Dokumente, Kommentare; Band 55). Missionszentrale der Franziskaner, Bonn 1993, S. 32–50.
- mit Ignacio Ellacuría (Hrsg.): Mysterium Liberationis. Grundbegriffe der Theologie der Befreiung. 2 Bände. Edition Exodus, Luzern 1995/1996, ISBN 3-905575-98-1 und ISBN 3-905575-99-X.
- ¿Qué queda de la Teología de la Liberación? In: Exodo, Nr. 38 (1997), S. 48–53 (online in der Revista Electrónica Latinoamericana de Teología (RELaT), Nr. 182).
- La Iglesia samaritana y el Principio-Misericordia. In: Revista Electrónica Latinoamericana de Teología (RELaT), Nr. 192 (online).
- Christologie der Befreiung, Band 1. Matthias-Grünewald-Verlag, Mainz 1998, ISBN 3-7867-2130-0.
- Angesichts der Auferstehung eines Gekreuzigten. Eine Hoffnung und eine Lebensweise. In: Concilium, Jg. 42 (2006), S. 579–589.
- Der Preis der Gerechtigkeit. Briefe an einen ermordeten Freund. Echter, Würzburg 2007.
- Der Glaube an Jesus Christus. Eine Christologie aus der Perspektive der Opfer (= Christologie der Befreiung, Band 2). Matthias-Grünewald-Verlag, Ostfildern 2008.